# Tasersuup atuarfia
Tasersuup atuarfia (tidligere Qaqortup atuarfia) er en folkeskole i Qaqortoq i Kujalleq kommune på sydkysten af Grønland. Før kommunerne blev slået sammen 1. januar 2009 lå skolen i Qaqortoq Kommune.
Skolen er sydgrønlands største, med ca. 600 elever og 60 lærere.